# Neftegorskij rajon
Il Neftegorskij rajon (in russo Нефтегорский район?) è un rajon dell'Oblast' di Samara, nella Russia europea. Istituito nel 1965, il suo capoluogo è Neftegorsk.